# Route 48 (Ontario)
Pour les articles homonymes, voir Route 48.
La route 48 est une route provinciale de l'Ontario reliant Markham à Beaverton au nord de Toronto. Elle possède une longueur de 65 kilomètres.

## Description du Tracé
La route 48 commence à Markham sur la Major Mackenzie Rd. (Route locale 25), au nord de Markham et de la grande région de Toronto. La 48 est ensuite une longue ligne droite d'environ 30 kilomètres traversant la région rurale des lacs Ontario et Simcoe en passant près de Stouffville et de Mount Albert. À Sutton, elle bifurque vers l'est pour suivre la rive sud du lac Simcoe en traversant les villes de Viriginia et Port Bolster. C'est à Beaverton que la route 48 termine sa course sur la Route 12 en direction de Orillia ou de Peterborough. 